# Aeroportul Antalya Gazipasa-Alanya
Aeroportul Antalya Gazipasa-Alanya (IATA: GZP, ICAO: LTFG) este un aeroport din Gazipaşa⁠(d), Provincia Antalya, Turcia ce deservește zona Gazipaşa⁠(d). Aeroportul a fost tranzitat în 2022 de 705.440 de pasageri. A fost deschis în 2010.
Situat la o altitudine de 28 m, aeroportul dispune de 1 pistă. Este operat de TAV Airports Holding⁠(d).

## Infrastructură

### Piste
Aeroportul dispune de o singură pistă. Pista are orientarea 08/26.